# Kunó Klebelsberg

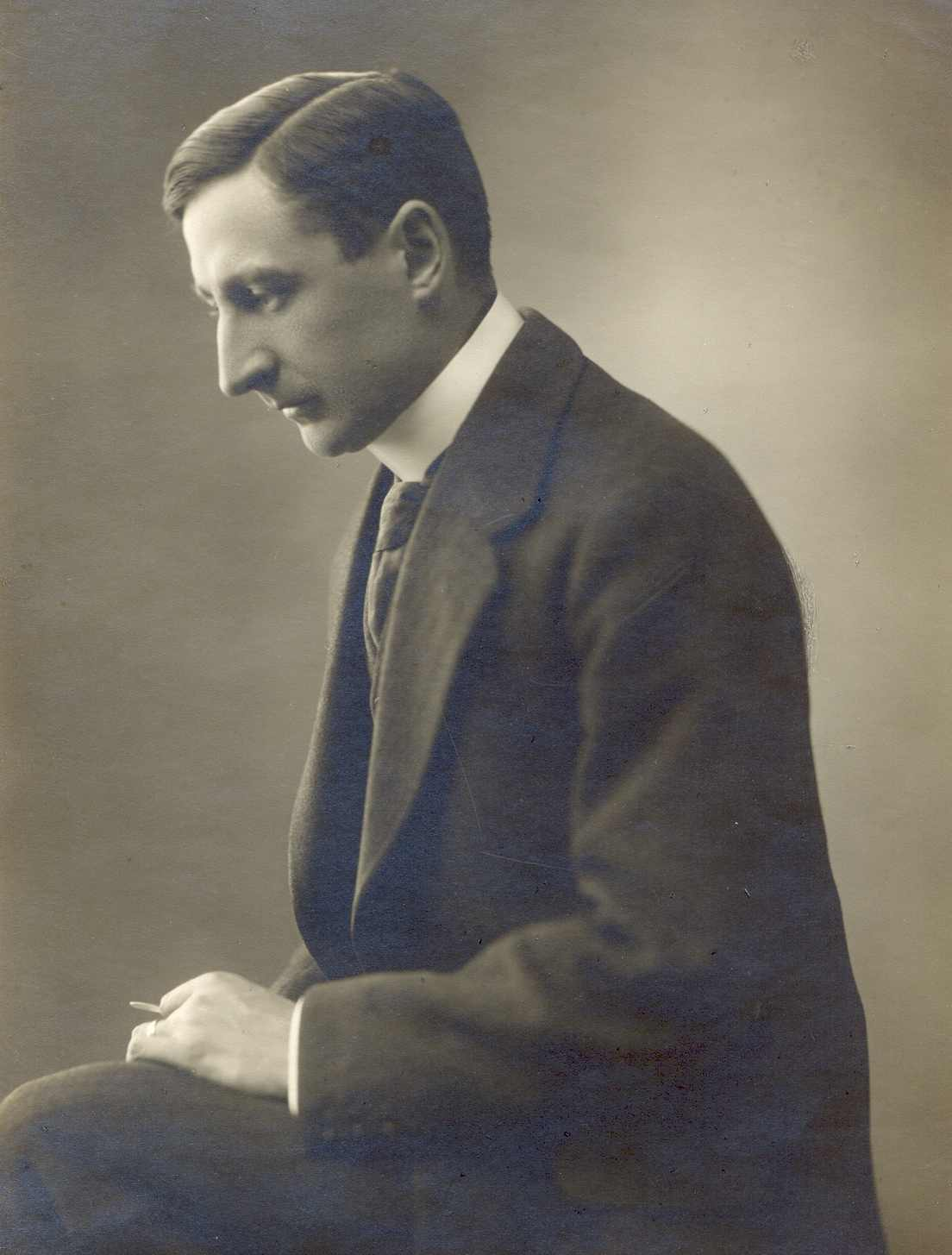
Kunó Klebelsberg, um 1900

Kunó Graf Klebelsberg von Thumburg (* 13. November 1875 in Magyarpécska, Österreich-Ungarn; † 11. Oktober 1932 in Budapest) war ein ungarischer Politiker und Kultusminister (1922–1931).

## Leben
Klebelsberg wurde in Magyarpécska (heute Pecica, Rumänien), das seinerzeit zum Königreich Ungarn gehörte, in eine Offiziers- und Beamtenfamilie geboren. Nach Besuch des Zisterziensergymnasiums in Székesfehérvár studierte Klebelsberg Jura in Budapest, München und Berlin, und Staatswissenschaften an der Pariser Sorbonne. Nach Promotion in Budapest wurde Klebelsberg unter Ministerpräsident Dezső Bánffy Assessor im Ministerpräsidium. Unter István Tisza war er von 1914 bis 1917 Staatssekretär im Kultusministerium und danach bis 1918 im Ministerpräsidium. Zu dieser Zeit wurde er für den II. Wahlbezirk in Kolozsvár Mitglied des Abgeordnetenhauses im ungarischen Reichstag. Hier war er ein starker Befürworter der Autonomiebestrebungen der einzelnen Nationalitäten in Ungarn. 
Zur Zeit der Räterepublik konnte sich Klebelsberg auf dem Land vor der Verfolgung des Roten Terror verstecken und gründete 1919 zusammen mit István Bethlen die Partei der Christlichen Nationalen Einheit (ung. Keresztény Nemzeti Egyesülés Pártja, kurz KNEP). 1921/22 war er in Bethlens Kabinett nach Rücktritt von Gedeon Ráday Innenminister und danach bis 1931 Kultusminister. Während seiner Amtszeit modernisierte Klebelsberg das Unterrichtswesen, baute das Netz von Mittelschulen aus, gründete Grundschulen in ländlichen Gebieten und die Universitäten in Szeged und Pécs.
Klebelsberg starb 1932 in Budapest und wurde in der Kathedrale von Szeged beigesetzt.

## Galerie

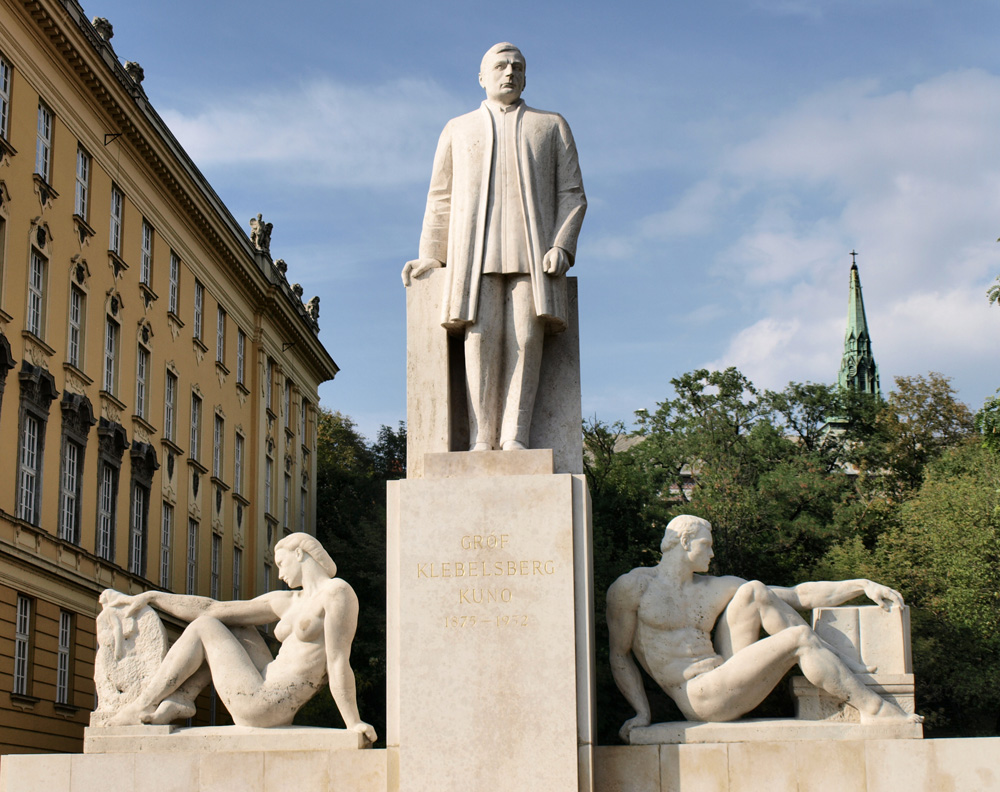
Denkmal in Budapest
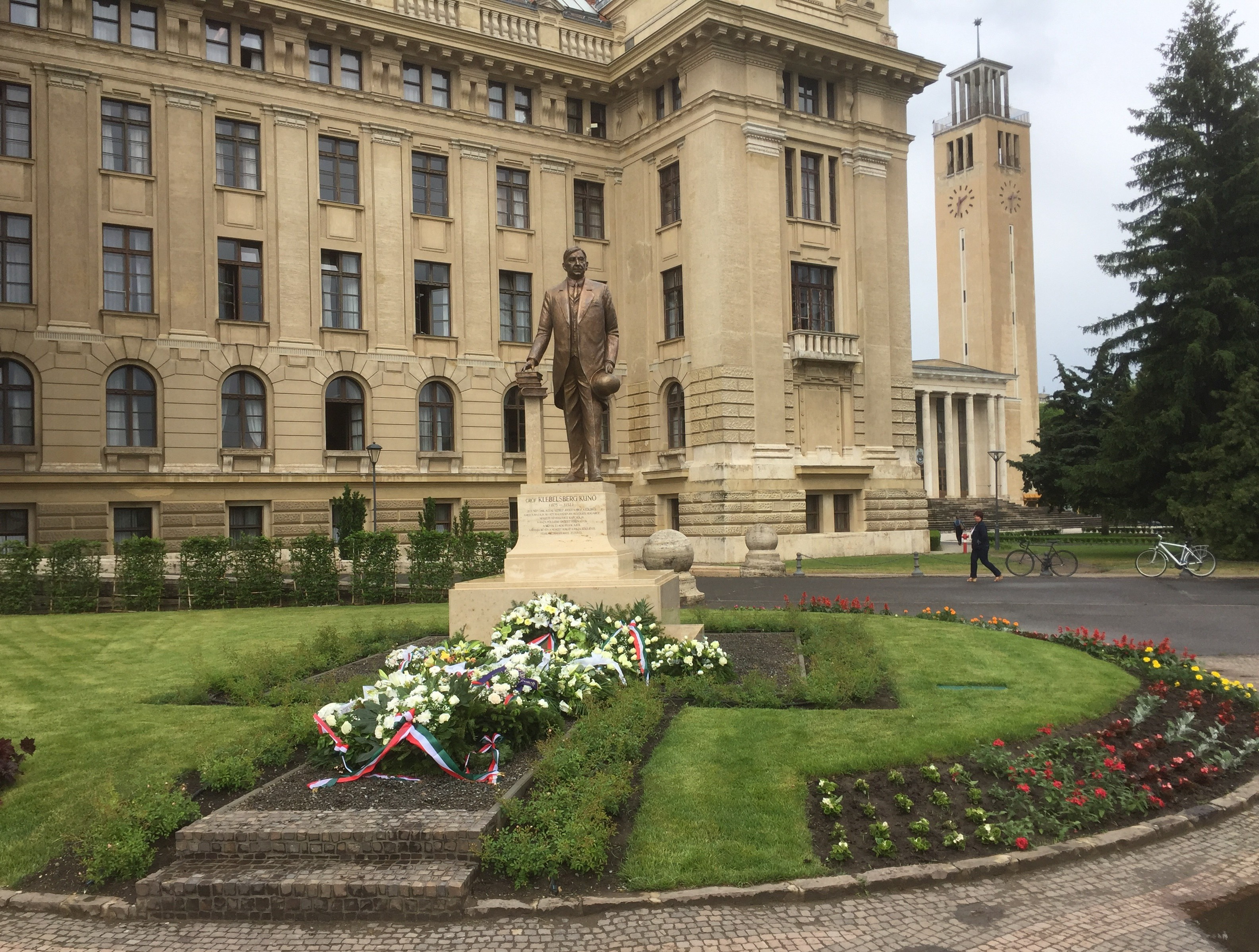
Statue vor der Universität Debrecen
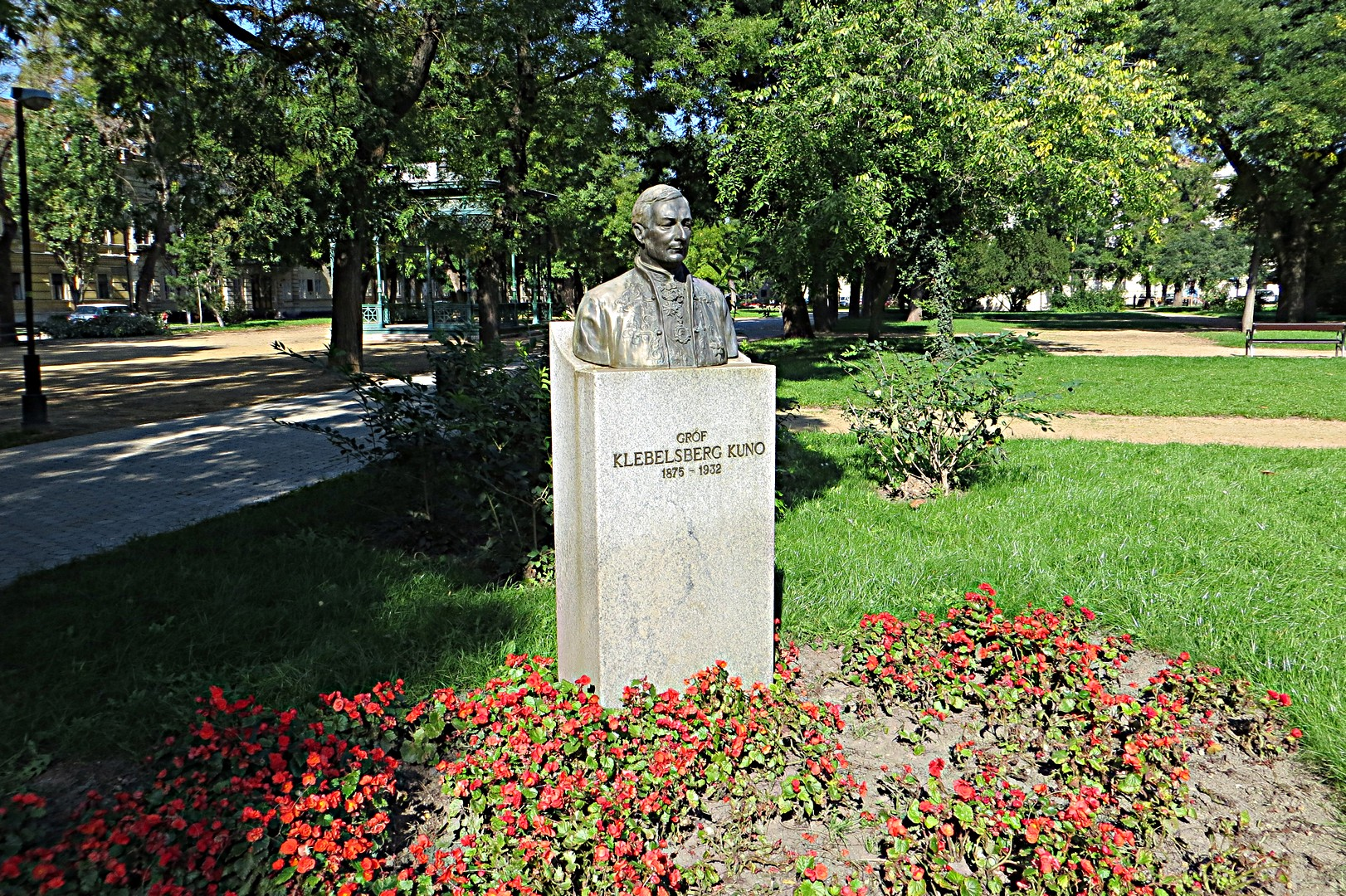
Skulptur in Székesfehérvár